# Percy Perry Stadium
Le Percy Perry Stadium, auparavant connu sous le nom de Town Centre Stadium, est un stade omnisports canadien (servant principalement pour le football canadien et le soccer), situé dans la ville de Coquitlam, en Colombie-Britannique.
Le stade, doté de 1 482 places et inauguré en 1991, sert d'enceinte à domicile à l'équipe soccer du Khalsa Sporting Club, et à l'équipe d'athlétisme des Cheetahs de Coquitlam.

## Histoire
Le stade porte le nom de Percy Perry (1930-2005), entraîneur d'athlétisme originaire de la ville de Coquitlam.
Inauguré en 1991, le stade accueille deux ans plus tard la compétition d'athlétisme des Jeux d'été de Colombie-Britannique, puis la même année les championnats du Canada d'athlétisme.
En guise de préparation à la coupe du monde de football des moins de 20 ans 2007 organisée au Canada, un match amical est organisé entre l'équipe du Canada des moins de 20 ans de soccer et l'Écosse devant 4 265 spectateurs au Percy Perry Stadium (à l'origine prévu au Stade Swangard puis annulé pour cause de pluie), se soldant sur une victoire 3-1 des canadiens.
Lors de la saison 2005-06, le stade devient le nouveau domicile des moins de 23 ans des Vancouver Whitecaps.
À partir du printemps 2007, la ville de Coquitlam entreprend des travaux de rénovations de 10 millions $, dans le but d'accueillir plus d'événements sportifs. La pelouse naturelle est remplacée par une pelouse synthétique de style FieldTurf. Après les rénovations du stade de 2007-2008, la capacité d'accueil du stade est réduite à 1 482 places assises.
En juillet 2008, le Percy Perry Stadium accueille les Championnats du monde -19 ans de crosse.
Les Highland games de Colombie-Britannique se tiennent au stade tous les ans le dernier samedi de juin. Depuis 2013, le stade accueille également chaque mois de juillet les CanWest Games, la plus grande compétition de fitness de l'ouest du pays.

## Événements
- 1993 : Jeux d'été de Colombie-Britannique (athlétisme)
- 1993 : Championnats du Canada d'athlétisme
- juillet 2008 : Championnat du monde -19 ans (crosse)
- 2013 - : CanWest Games (fitness)

### Matchs internationaux de soccer
| Date         | Compétition  | Équipes                         | Score | Affluence |
| ------------ | ------------ | ------------------------------- | ----- | --------- |
| 24 mars 2007 | Match amical | Canada -20 ans — Écosse -20 ans | 3-1   | 4 265     |

## Galerie

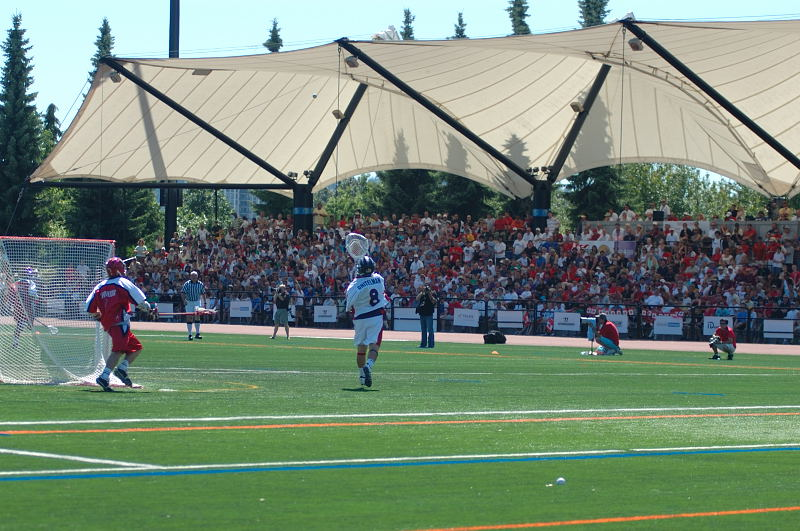
Match de championnat du monde de crosse des moins de 19 ans 2008 au stade